# Барнхил (Охајо)
Барнхил (енгл. Barnhill) град је у америчкој савезној држави Охајо.

## Демографија
По попису из 2010. године број становника је 396, што је 32 (8,8%) становника више него 2000. године.
| Група             | 2000.       | 2010.       |
| Белци             | 357 (98,1%) | 384 (97,0%) |
| Афроамериканци    | 2 (0,5%)    | 3 (0,8%)    |
| Азијати           | 0 (0,0%)    | 0 (0,0%)    |
| Хиспаноамериканци | 1 (0,3%)    | 6 (1,5%)    |
| Укупно            | 364         | 396         |